# Rêve de singe
Pour plus de détails, voir Fiche technique et Distribution.
Rêve de singe (Ciao maschio) est un film franco-italien, réalisé par Marco Ferreri, sorti en 1978.
Scénarisé par Gérard Brach, le film raconte l'histoire d'un homme qui trouve un bébé chimpanzé dans une carcasse de King Kong en carton-pâte et qui décide de l'élever comme son fils. Cette coproduction franco-italienne a été tournée en anglais à Long Island, New York. Le film est un mélange de mélodrame et de grotesque sociocritique sur l'amour, la responsabilité, le vieillissement et la pérennité de la civilisation.

## Synopsis
Le film se déroule dans une version surréaliste et dystopique de la ville de New York, pratiquement dépourvue d'êtres humains et peuplée uniquement de rats et de quelques excentriques. Lafayette (Gérard Depardieu) est un jeune électricien français qui vit seul dans un sous-sol. Il travaille pour Andreas Flaxman (James Coco), le propriétaire cynique d'un musée de cire. Ce musée a pour vocation de recréer des scènes de l'Empire romain. Il travaille aux côtés de son ami le sculpteur Luigi Nocello. Nocello s'occupe des représentations en cire variées et souvent macabres, telles que la Crucifixion de Jésus et l'Assassinat de Jules César, qui remplissent le musée.
Lafayette travaille également comme éclairagiste pour une troupe de théâtre féministe. Un jour, après une répétition, les femmes du groupe discutent de leur prochain projet et décident d'improviser une pièce sur le viol pour leur prochaine production, affirmant que les femmes sont tout aussi capables de violence que les hommes ; au milieu de leur discussion, elles assomment Lafayette avec une bouteille de Coca-Cola, le plaquent au sol et la séduisante Angelica se porte volontaire pour violer Lafayette.
Au bord de l'Hudson, au milieu d'un chantier de construction de Battery Park City, Lafayette rencontre Luigi et une bande d'excentriques. Le groupe trouve un bébé chimpanzé abandonné dans la paume d'une sculpture géante de King Kong. Lafayette décide d'adopter le chimpanzé. Lorsqu'il amène le chimpanzé avec lui au musée, Flaxman l'avertit que le chimpanzé le privera de sa liberté s'il ne s'en débarrasse pas.
Flaxman est approché par le mystérieux Paul Jefferson de la Fondation d'État pour la recherche psychologique. Il convainc Flaxman, d'abord réticent, de transformer le visage de la sculpture Jules César en celui de John F. Kennedy.
Angelica, qui s'est éprise de Lafayette, s'installe dans son appartement sordide et partage les soins du bébé chimpanzé. Cependant, lorsque Lafayette ne réagit pas à l'annonce de sa grossesse, elle s'en va. De nouveau seul, il revient un jour pour trouver son bébé singe dévoré par les rats. Désespéré et ayant besoin d'un contact humain, il s'introduit dans le musée de cire mais se heurte à l'hostilité du propriétaire. Les deux se battent et un incendie, vraisemblablement causé par une installation électrique défectueuse, les consume tous les deux. Plus tard, on voit Angelica sur le rivage. Elle joue joyeusement avec son enfant.

## Fiche technique
- Titre français : Rêve de singe[1]
- Titre original italien : Ciao maschio[2]
- Réalisation : Marco Ferreri, assisté de Laurent Ferrier
- Scénario : Marco Ferreri et Gérard Brach avec la collaboration de Rafael Azcona
- Photographie : Luciano Tovoli
- Montage : Ruggero Mastroianni
- Musique : Philippe Sarde
- Décors : Dante Ferretti
- Production : Giorgio Nocella, Maurice Bernart, Yves Gasser, Yves Peyrot
- Sociétés de production : La 18 Dicembre (Rome), La Prospectacle (Paris), Action Film (Paris)
- Pays de production :  Italie,  France
- Langue de tournage : anglais
- Format : couleur (Eastmancolor) - 1,66:1
- Durée : 94 minutes
- Dates de sortie : 
  - Italie : 24 février 1978
  - France : 24 mai 1978

## Distribution
- Gérard Depardieu : Gérard Lafayette
- Abigail Clayton (créditée Gail Lawrence) : Angelica
- James Coco : Andreas Flaxman
- Marcello Mastroianni : Luigi Nocello
- Geraldine Fitzgerald : Mme Toland
- Avon Long : Miko
- Mimsy Farmer : une actrice de la troupe de théâtre
- Stefania Casini : une actrice de la troupe de théâtre
- Francesca De Sapio : une actrice de la troupe de théâtre
- Nathalie Bernart : une actrice de la troupe de théâtre
- William Berger : Paul Jefferson, l'homme du service psychologique
- Enrico Blasi : le caissier aveugle
- Anselma Dell'Olio
- Bella : Cornélius, le chimpanzé

## Accueil critique
Jesús Fernández Santos d'El País a déclaré que « le véritable intérêt du film réside surtout dans les scènes efficaces d'humour noir et dans l'idée générale du scénario, qui est certainement le plus ambitieux de Marco Ferreri à ce jour ».

### Distinctions
- Grand Prix Spécial du Jury au Festival de Cannes en 1978, ex æquo avec Le Cri du sorcier de Jerzy Skolimowski